# Műszaki Szemle
A Műszaki Szemle az Erdélyi Magyar Műszaki Tudományos Társaság (EMT) magyar nyelvű szakfolyóirata, amely 1998 óta jelenik meg évente négy számban. 2004–2011 között a négy szám egyike tudománytörténeti különszám Historia Scientiarum alcímmel, külön számozással. Az első ilyen szám pontos adatai: Műszaki Szemle 27 (Historia Scientiarum 1), 2004. 2019-től csak az interneten érhető el.
A folyóirat honlapján minden szám megtalálható, és letölthető.

## Főszerkesztők
- Köllő Gábor (1998–)